# Frétigny
Frétigny foi uma comuna francesa na região administrativa do Centro, no departamento Eure-et-Loir. Estendia-se por uma área de 23 km². Em 2010 a comuna tinha 492 habitantes (densidade: 21,4 hab./km²).
Em 1 de janeiro de 2019, passou a formar parte da nova comuna de Saintigny.